# John Hoenen
John Hoenen (Maastricht, 11 februari 1935) is een Nederlands musicoloog, dirigent en politicus.

## Biografische schets
Hoenen kreeg zijn muziekopleiding aan het Conservatorium van Maastricht (schoolmuziek, algemene muzikale vorming, trompet en dirigeren). Hij studeerde musicologie aan de Rijksuniversiteit Utrecht. Hij was sinds 1960 muziekrecensent bij diverse Limburgse bladen, doceerde muziek/kunstgeschiedenis aan de Bibliotheek en Documentatie Academie te Sittard en publiceerde enkele studies over Limburgse musici. Daarnaast was hij dirigent van diverse amateurensembles en gaf muzieklessen aan een aantal onderwijsinstellingen.
Hoenen is van grote betekenis geweest voor het Maastrichtse carnaval. Hij wordt gezien als degene die in 1958 het eerste 'zaate hermenieke' (een soort dweilorkestje) oprichtte, een fenomeen dat in de jaren daarna massaal navolging vond. Hij was tevens leider van de KNP (K)Lòmmelekapel uit Maastricht. Deze muziekkapel bracht samen met 't Zaangkoer Maasvogels in 1972 een single uit met een door hem geschreven Maastrichts carnavalslied 't Zaat Hèrmenieke. In 1977 verscheen hij op een verzamel ep met het lied Kump vendoag neet.
Als lokaal politicus verwierf hij bekendheid als lijsttrekker van de Senioren Partij Maastricht bij de gemeenteraadsverkiezingen. Hij was tevens acht jaar gemeenteraadslid namens die partij.
In 2007 verscheen van hem en Rosalie Sprooten bij A.J.G. Strengholt een biografie over Camille Oostwegel onder de titel Alles moet bevochten worden. In 2013 begon hij aan een reeks artikelen voor de Staarbode, het orgaan van de Koninklijke Zangvereniging Mastreechter Staar; hij schreef met name over de dirigenten van dat koor.